# 吴奇修
吴奇修（1966年6月—），中华人民共和国政治人物。湖南涟源人。1993年2月加入中国共产党。北京大学经济学院经济系经济学专业毕业，中南大学商学院管理科学与工程专业博士，北京大学经济学院应用经济学博士后，高级经济师。

## 生平
吴氏出生于涟源县龙塘乡江口村，1987年从北京大学毕业后，回到家乡涟源工作，先后任中共涟源市党委驻贫困村扶贫工作组组长，涟源市计委副主任:1046，涟源市茅塘镇党委副书记，茅塘镇石门村党支部书记，在石门村任内，因表现优异，吴氏曾获中共中央组织部表彰为“全国优秀共产党员”:102。
以后，吴氏又历任涟源市人民政府党组成员、市长助理，涟源市石门农村改革试验区党委书记、管委会主任，娄底市发展计划委员会副主任等职。2002年12月开始，先后任共青团娄底市委书记，冷水江市委副书记、市长，共青团湖南省委书记等职。2006年12月，任湖南省粮食局局长。2010年1月，任中共湘潭市委副书记、市人民政府市长。
2010年12月，任财政部监督检查局局长。2016年5月，任财政部农业司司长，同时兼任国务院农村综合改革工作小组办公室主任。2025年4月，中共中央紀委國家監委對其立案調查。